# Tumebacillus luteolus
Tumebacillus luteolus ist ein Bakterium. Es wurde im Boden innerhalb der Ukraine gefunden.

## Merkmale
Tumebacillus luteolus ist ein stäbchenförmiges Bakterium. Die Kolonien sind gelb gefärbt, darauf bezieht sich der Artname, „luteolus“ ist lateinisch und bedeutet so viel wie „gelblich“. Es bildet Sporen. Flagellen sind nicht vorhanden. Es benötigt Sauerstoff (aerob), anaerobes Wachstum wurde bei der Erstbeschreibung nicht beobachtet. Es zählt zu den Firmicutes.

## Stoffwechsel und Wachstum
Tumebacillus luteolus nutzt die Fermentation (Gärung) zur Energiegewinnung. Es werden, je nach Stamm, u.a D-Arabinose, D-Ribose, Stärke, Glycogen und D-Tagatose genutzt. Zu den vorhandenen Enzymen zählen z. B. α-Glucosidase (ein der Hydrolyse von Stärke dienendes Enzym), β-Glucosidase und die N-Acetyl-β-Glucosaminidase.
Tumebacillus luteolus zeigt bei Temperaturen von 25 bis 42 °C Wachstum, die optimale
Wachstumstemperatur liegt bei 28–37 °C auf R2A-Agar. Toleriert werden pH-Werte von 5,0-9,0. Optimale pH-Werten liegen zwischen 6,0 bis 9,0. Tumebacillus luteolus kann bis zu 1 % NaCl tolerieren, optimalem Wachstum erfolgt bei 0 % NaCl. Der Oxidase-Test fällt positiv aus, der Katalase-Test negativ.
Die dominierende Fettsäure innerhalb der Membran ist iso-C15:0. Die vorherrschende Diaminopimelinsäure  innerhalb der Mureinschicht in der Zellwand ist meso-DAP. Der Peptidoglycan-Typ ist A1γ.
Die meso-DAP dem Peptidoglycan der Zellwand und die dominierende Fettsäure iso-C15:0 sind typisch für die Gattung Tumebacillus.

## Systematik
Zu der Gattung Tumebacillus zählen aerobe (auf Sauerstoff angewiesene), stäbchenförmige Bakterien. Die Gattung wurde von Blaire Steven  und Mitarbeiter im Jahr 2008 vorgeschlagen. Bis zum Februar 2022 wurden 8 Arten der Gattung Tumebacillus beschrieben. Die Fundorte der jeweiligen Erstbeschreibungen lagen in ökologisch sehr unterschiedlichen  Umgebungen, wie Permafrostböden (die Typusart T.  permanentifrigoris), Ginseng-Feldern (T. ginsengisoli) und Abwässern (T. flagellatus).
Die Gattung zählt zu der Familie Alicyclobacillaceae innerhalb des  Stamm Firmicutes.